# أولده
اولده (بالألمانية: Oelde) هي مدينة وبلدة ألمانية تقع في ألمانيا في فارندورف. يقدر عدد سكانها بـ 29,582 نسمة .

## المدن التوأمة
مدينة نيزكي هي مدينة توأمة لـاولده.

## أعلام
- أوقست يولر
- إرنست أندريس